# Eurycea chisholmensis
Eurycea chisholmensis är en groddjursart som beskrevs av Chippindale, Price, Wiens och Hillis 2000. Eurycea chisholmensis ingår i släktet Eurycea och familjen lunglösa salamandrar. IUCN kategoriserar arten globalt som sårbar. Inga underarter finns listade i Catalogue of Life.